# Godfried I van Villehardouin
Godfried I van Villehardouin († 1228), neef van de kroniekschrijver Godfried van Villehardouin, begon in 1205 aan de verovering van de Morea (zoals de Peloponnesos toen genoemd werd), samen met zijn vriend Willem van Champlitte, aan het hoofd van een honderdtal ridders. Het kostte hen weinig moeite de innerlijk verdeelde Grieken te onderwerpen, waarna de Champlitte zichzelf uitriep tot vorst van Achaea. Aan zijn vriend Godfried de Villehardouin schonk hij de kastelnij van Kalamáta. Toen Champlitte in 1210 naar Frankrijk terugkeerde, duidde hij Villerhardouin zelfs aan als zijn opvolger. Dadelijk liet deze zijn echtgenote Isabella en zijn oudste zoon Godfried II van Villehardouin vanuit Frankrijk naar Griekenland overkomen, waarna het gezin zijn intrek nam in het kasteel van Kalamáta. Daar werd in 1218 nog een tweede zoon Willem geboren.
Achaea, dat op feodale basis georganiseerd was als een leen van het Latijnse Keizerrijk, omvatte toen nagenoeg de gehele Peloponnesos, met uitzondering van een aantal havensteden die in handen van de Venetianen waren. Als vorst van Achaea en de Morea stelde Villehardouin zich als doel de laatste Griekse verzetshaarden in het binnenland van de Peloponnesos uit te schakelen, en op die manier veroverde hij tussen 1210 en 1212 achtereenvolgens Lacedaemon (Sparta), en de vestingen van Akrokorinthos, Nauplion et Larissa (Argos). Hij organiseerde de vestingwerken van deze nieuwe veroveringen, en bouwde zijn residenties van Andréville en Clermont (op de westkust van de Peloponnesos).
Op korte tijd was Godfried van Villehardouin de onbetwiste heerser geworden van de machtigste vazalstaat van het Latijnse Keizerrijk van Constantinopel. Na zijn dood in 1228 werd hij opgevolgd door zijn zonen Godfried II (1228-1246) en Willem (1246-1278).